# Kalophrynus intermedius
Kalophrynus intermedius är en groddjursart som beskrevs av Robert F. Inger 1966. Kalophrynus intermedius ingår i släktet Kalophrynus och familjen Microhylidae. IUCN kategoriserar arten globalt som sårbar. Inga underarter finns listade i Catalogue of Life.